# Parascolopsis akatamae
Parascolopsis akatamae — вид окунеподібних риб родини ниткоперих (Nemipteridae). Описаний у 2020 році.

## Таксономія
Parascolopsis akatamae довгий час плутали з Parascolopsis eriomma. P. akatamae поширені ширше, ніж P. eriomma, і більш поширені принаймні в Японії та Тайвані. Таким чином, англійська назва «Rosy dwarf monocle bream» і японська назва «Aka-tamagashira», які раніше використовувалися для P. eriomma, доречніше застосувати до нового виду, щоб уникнути непотрібної плутанини. Видовий епітет «akatamae» походить від місцевої назви в Японії типової місцевості.

## Поширення
Вид поширений в Індо-Тихоокеанському регіоні. Типові зразки зібрані біля берегів Японії і Тайваню. Трапляється на глибині до 200 м.

## Опис
Риба завдовжки до 27,1 см. Від однорідних відрізняється наступною комбінацією ознак: зяброві граблі на першій дузі 16–19; хвостовий плавець злегка роздвоєний; діаметр ока в 1,3–1,8 разів перевищує довжину найдовшої колючки спинного плавця; блідо-жовта смужка проходить від нижнього краю ока до заднього краю передкришкової кістки; сильне біофлуоресцентне випромінювання, що спостерігається на перешийку (м'ясиста ділянка горла риби, яка ззовні розділяє дві зяброві камери) та бранхіостегальній мембрані (мембрана, яка з'єднує брангіостегальні промені та охоплює вентральну частину брангіальної порожнини).